# Kitakata (Fukushima)
Kitakata (喜多方市 Kitakata-shi?) es una ciudad localizada en la prefectura de Fukushima, Japón. En junio de 2019 tenía una población de 46.725 habitantes y una densidad de población de 84,2 personas por km². Su área total es de 554,63 km².

## Geografía

### Municipios circundantes
- Prefectura de Fukushima
  - Aizuwakamatsu
  - Kitashiobara
  - Nishiaizu
  - Bandai
  - Aizubange
  - Yugawa
- Prefectura de Yamagata
  - Yonezawa
  - Iide
- Prefectura de Niigata
  - Aga

## Demografía
Según datos del censo japonés, la población de Kitakata ha disminuido en los últimos años.
| Año del censo | Población |
| ------------- | --------- |
| 1995          | 59.554    |
| 2000          | 58.571    |
| 2005          | 56.396    |
| 2010          | 52.356    |
| 2015          | 49.377    |